# Кошель, Виктория
Виктория Кошель (Виктория Сергеевна Кошель, ивр. ויקטוריה קושל‎, (род. 14 апреля 1991, Донецк, Украинская ССР, СССР) — израильская спортсменка (художественная гимнастика)

## Биография

### Детство
Родилась 14 апреля 1991 года в Донецке в семье советских инженеров.
Художественной гимнастикой начала заниматься в 4,5 года в донецкой СДЮШОР №3 под руководством Ирины Поздняковой и Светланы Бахтияровой. За четыре года занятий с 1995 по 1999 год добилась хороших результатов, занимая призовые места в детских соревнованиях на первенство города и области.
С 1999 года выступала по программе кандидата в мастера спорта.
В 2000 году вместе с родителями переехала на постоянное место жительство в Израиль, где продолжила заниматься художественной гимнастикой.

### Спортивная карьера
Выступая во внутренних детских и юношеских соревнованиях многократно становилась чемпионом и призёром чемпионатов и Кубков Израиля и получила приглашение в юношескую сборную страны.
В 2005 году в составе юношеской сборной Израиля выступала на чемпионате мира в Москве, где в финале команда лишь чуть-чуть не дотянула до медалей заняв четвёртое место.
С 2009 года член женской сборной команды Израиля в групповых упражнениях, в составе которой выступала на чемпионатах Европы 2010-2012 гг, на ЧМ-2010 и ЧМ-2011 и ОИ 2012г.
На ЧМ в 2011 году в составе команды завоевала бронзу в групповых упражнениях с 3 лентами и 2 обручами. Эта бронза для израильской художественной гимнастики была на вес золота потому, что была ПЕРВОЙ, завоёванной израильскими спортсменками на чемпионатах мира и Европы в групповых упражнениях.
В период с 2010 по 2012гг. в составе команды многократный чемпион и призёр соревнований на Кубок мира в Италии, Греции, Португалии, России и других странах.
В 2012 году после Олимпийских игр в Лондоне, на которых команда в тяжелейшей борьбе смогла пробиться и выступить в финале, завершила спортивную карьеру.

### После завершения карьеры
Виктория имеет высшее образование по специальности экономика и менеджмент (окончила университет Галиль ма Арави в г. Акко)
В настоящее время тренирует детей и юниоров. Её подопечные выступают в различных турнирах в Израиле и за рубежом. Совместно с Анной Винер, Виктория подготовила для сборной Израиля Шани Баканову, которая вместе с командой завоевала серебро в групповых упражнениях на Олимпиаде 2024 в Париже.
С 2023 г. постоянно привлекается к тренировкам сборной Израиля по художественной гимнастике.
Окончила высшие тренерские курсы и курсы по подготовке судей. В качестве судьи неоднократно обслуживала внутренние и международные соревнования, судья международной категории.